# Chorisoneura lineatifrons
Chorisoneura lineatifrons es una especie de cucaracha del género Chorisoneura, familia Ectobiidae. Fue descrita científicamente por Princis en 1948.
Habita en Brasil.